# 2

## Události
Římská říše
- Gaius Caesar se setkal s parthským králem Fraatem V., uzavřel s ním mír a na oplátku Parthové uznali římské nároky na Arménii.
- Publius Alfenus Varus a Publius Vinicius se stali římskými konzuly.

Arménie
- Díky římské vojenské podpoře se Ariobarzanes II stal králem Arménie.

Čína
- V Číně bylo provedeno první sčítání obyvatelstva – 59,6 milionů lidí[1]

## Narození
- Deng Yu, generál a státník dynastie Chan († 58)

## Úmrtí
- Lucius Caesar, dědic trůnu, syn Marka Vipsania Agrippy a Julie a adoptovaný syn Augusta, zemřel v Galii. (* 17 př. n. l.).

## Hlava státu
- Římská říše – Augustus (27 př. n. l. – 14)
- Parthská říše – Fraatés V. (2 př. n. l. – 4)
- Kušánská říše – Heraios (1–30)
- Čína, dynastie Chan (206 př. n. l. – 220 n. l.) – Pching-ti (1 př. n. l. – 5)
- Markomani – Marobud (?–37)